# 新平站 (韓國)
新平站（：／ Sinpyeong yeok */?）是釜山地鐵1號線沿線的一座地面車站，位於大韓民國釜山廣域市沙下區新平洞。

## 車站結構
站體為2面2線側式月台的地面車站，候車月台設有月台幕門，並有8處出口。

### 月台配置
| 東嵋 ↑ |
| \| 上  |
| ↓ 下端 |

| 月台 | 路線               | 目的地                                            |
| ---- | ------------------ | ------------------------------------------------- |
| 上行 | ●釜山都市铁道1号线 | 多大浦海水浴場方向 進入新平車輛基地列車在此站終着 |
| 下行 | ●釜山都市铁道1号线 | 釜山站、西面、東萊、老圃方向                      |

## 歷史
- 1994年6月23日：落成啟用。
- 2017年4月20日：1號線多大浦延伸線開通，不再作為起點站。

## 車站周邊
- 新平車輛基地（朝鲜语：신평차량사업소）
- 沙下區衛生所
- 新南初等學校
- 下南初等學校
- 下南中學
- 釜山染色產業園區
- 新平・長林產業園區

## 圖片

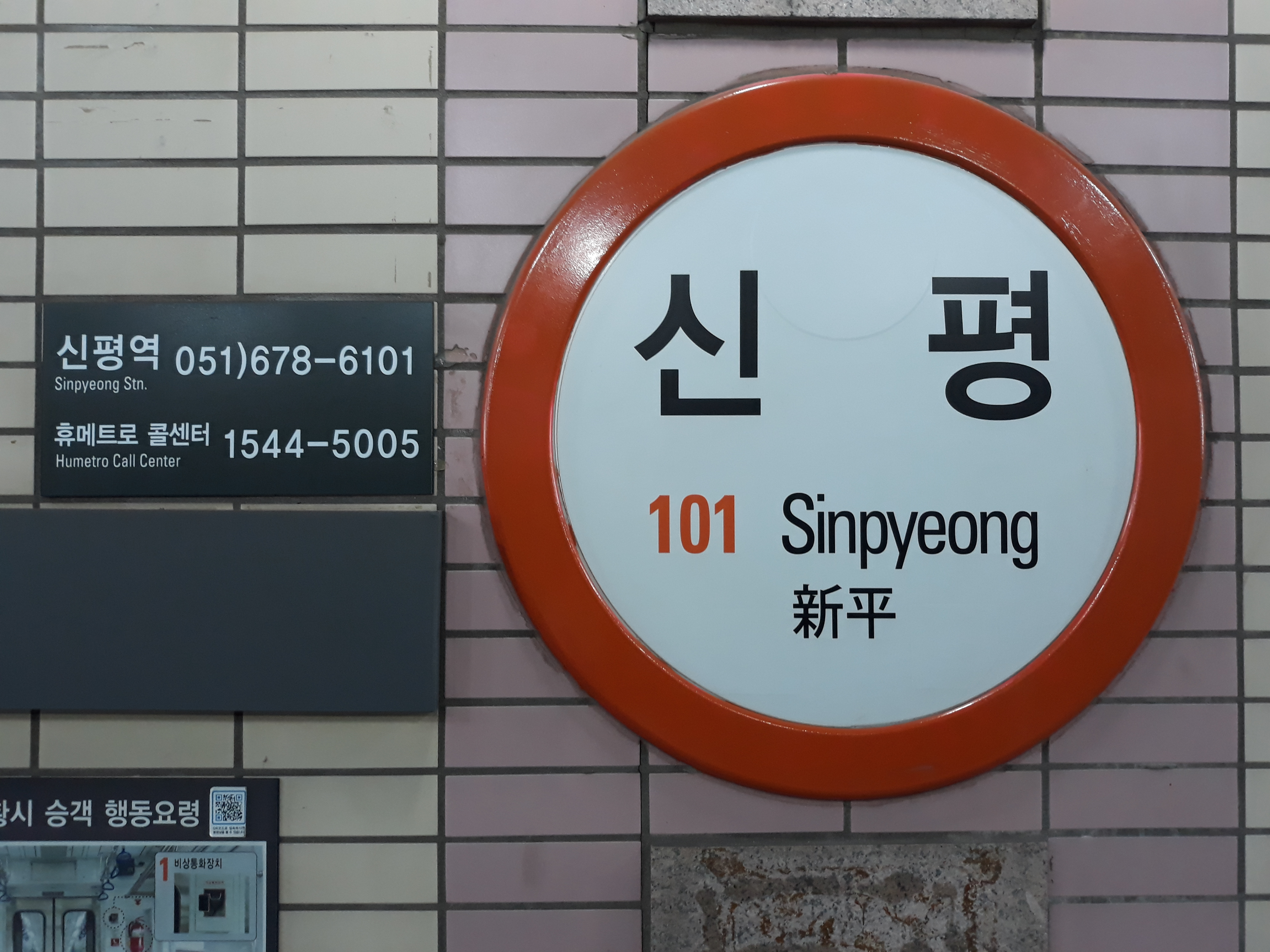
站名牌
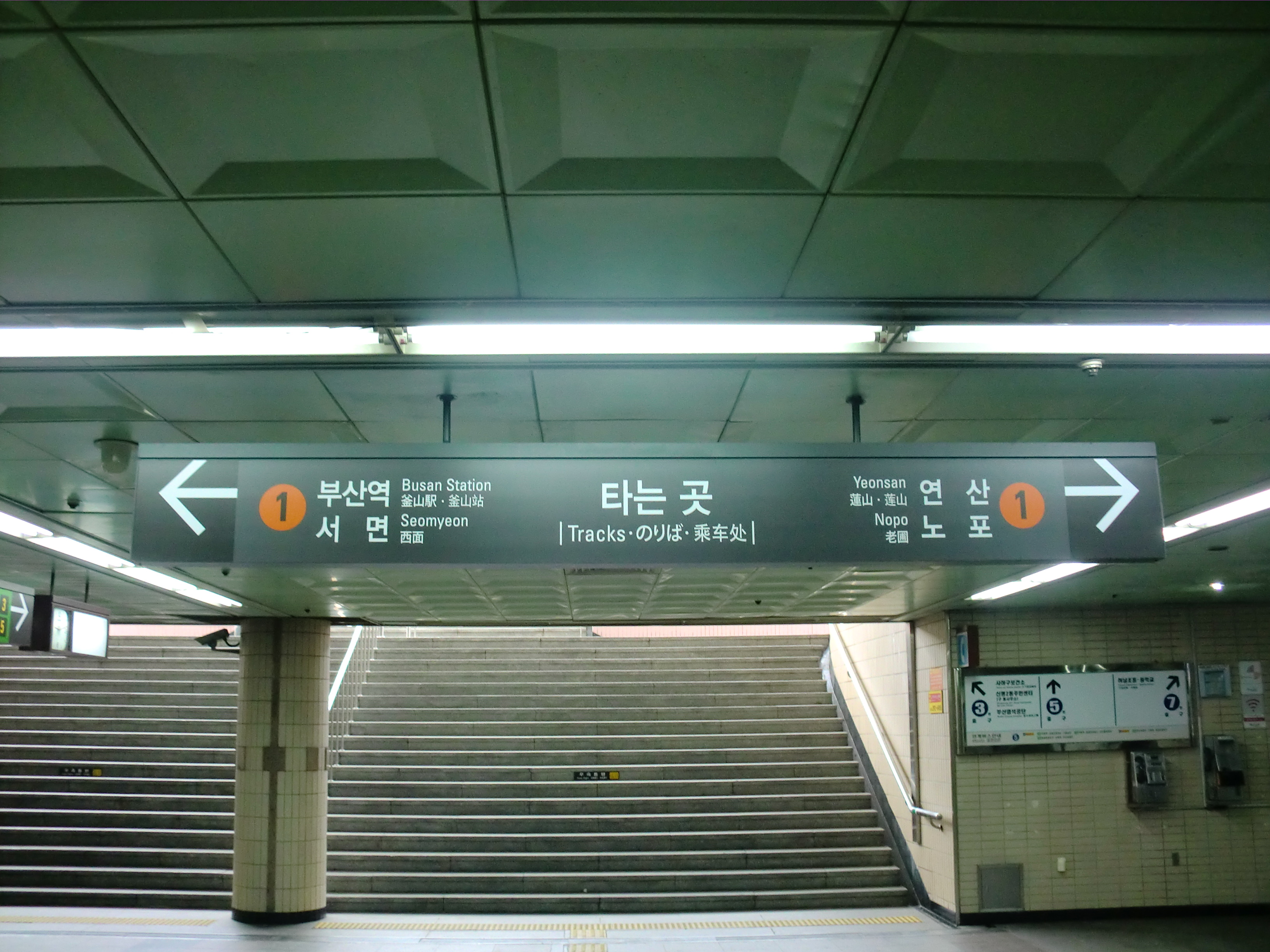
站內指示牌
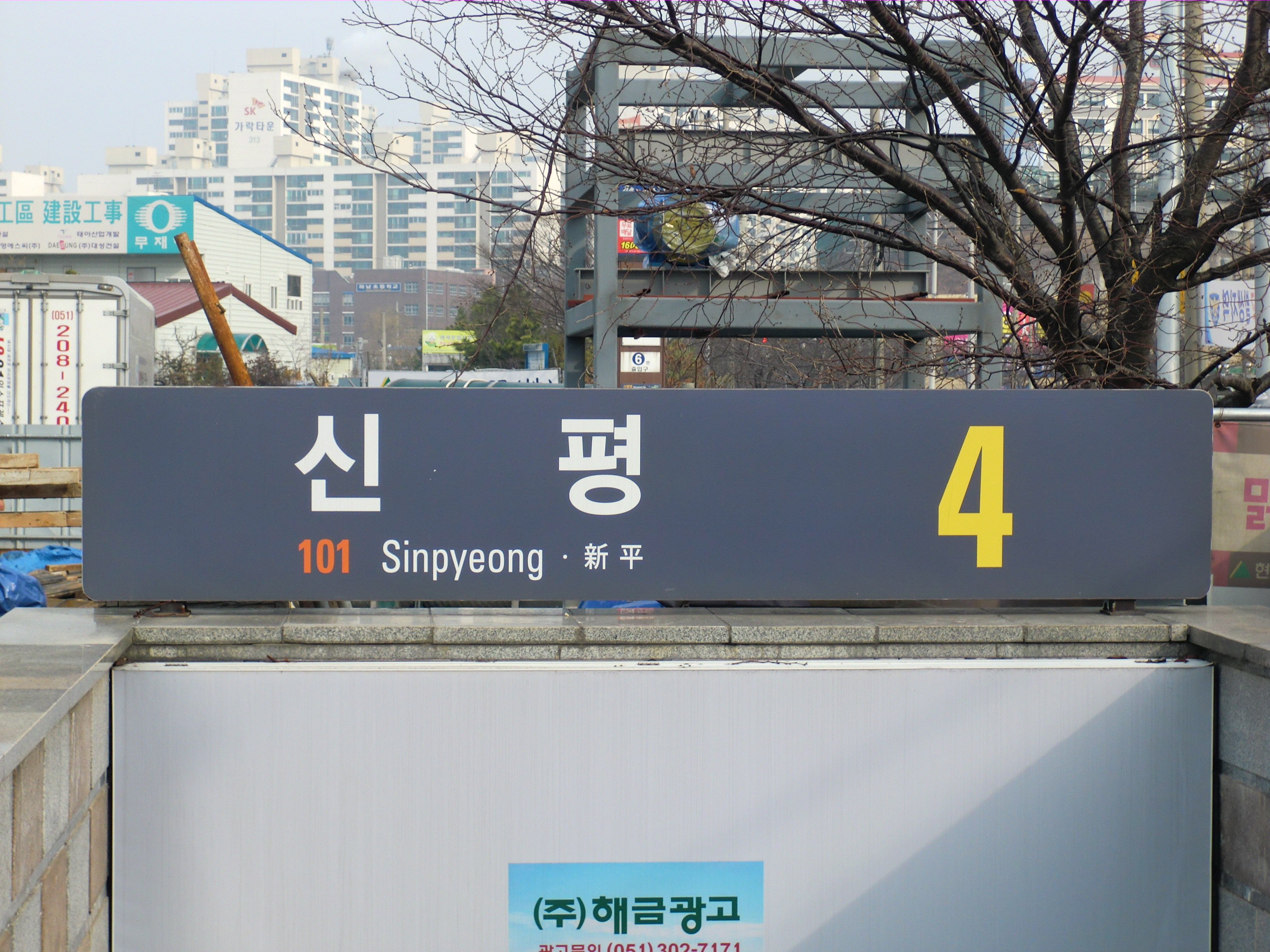
4號出口
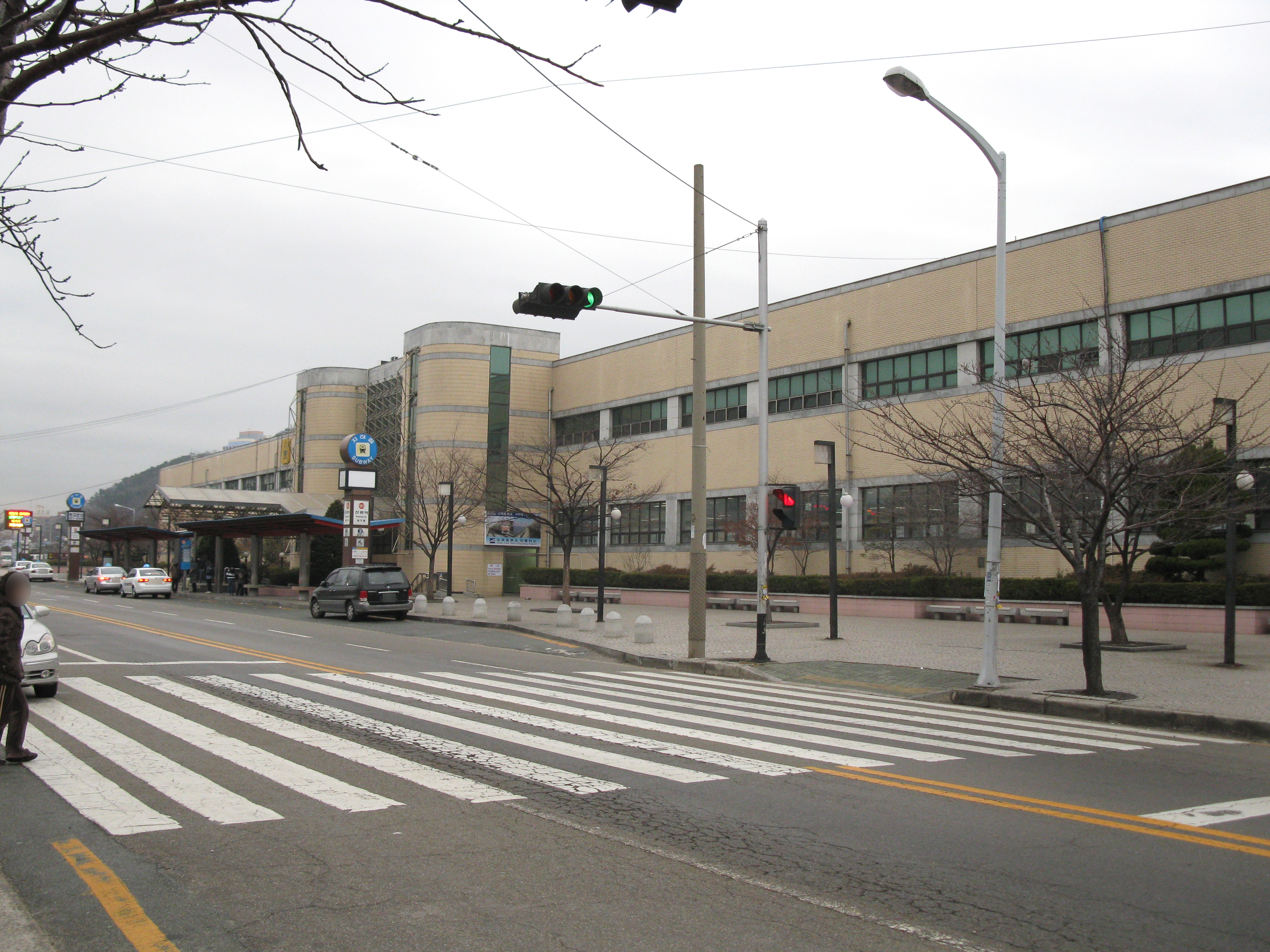
車站建築

## 相鄰車站
釜山交通公社
●釜山都市铁道1号线
東嵋（100）－新平（101）－下端（102）